# Libre comme un poney sauvage
 (avril 2025).
Libre comme un poney sauvage est une série autobiographique de bande dessinée tirée du blog de Lisa Mandel.
- Scénario et dessins : Lisa Mandel

## Album
1. Août 2005 - Mars 2006, Delcourt, collection Shampooing, 2006